# Stričići
Stričići (en serbe cyrillique : Стричићи) est un village de Bosnie-Herzégovine. Il est situé sur le territoire de la ville de Banja Luka et dans la république serbe de Bosnie. Selon les premiers résultats du recensement bosnien de 2013, il compte 229 habitants.
Le village dans son ensemble et son environnement sont inscrits sur la liste provisoire des monuments nationaux de Bosnie-Herzégovine.

## Géographie

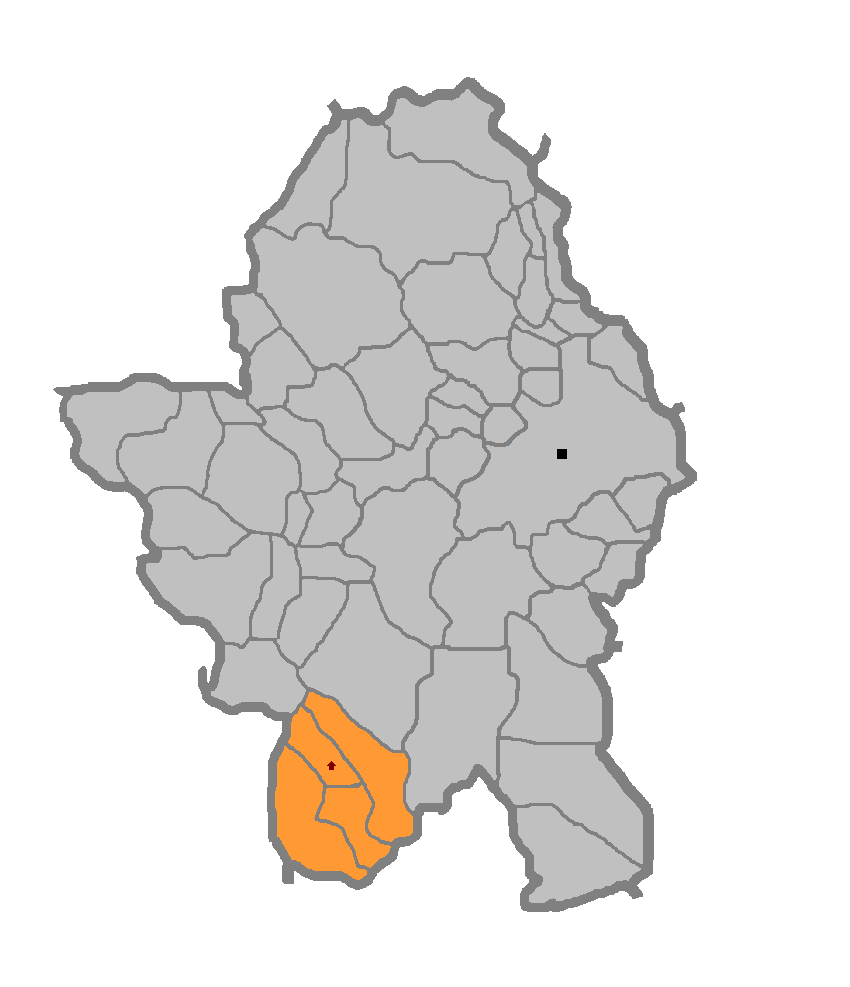
Localisation de la communauté locale de Stričići dans la Ville de Banja Luka

## Démographie

### Évolution historique de la population dans la localité
| 1948 | 1953 | 1961 | 1971 | 1981 | 1991 | 2013 |
| ---- | ---- | ---- | ---- | ---- | ---- | ---- |
| -    | -    | 741  | 747  | 648  | 464  | 229  |

|  |

### Communauté locale
En 1991, la communauté locale de Stričići comptait 2 195 habitants, répartis de la manière suivante :

## Personnalité
Le poète serbe Petar Kočić (1877-1916) est né à Stričići.

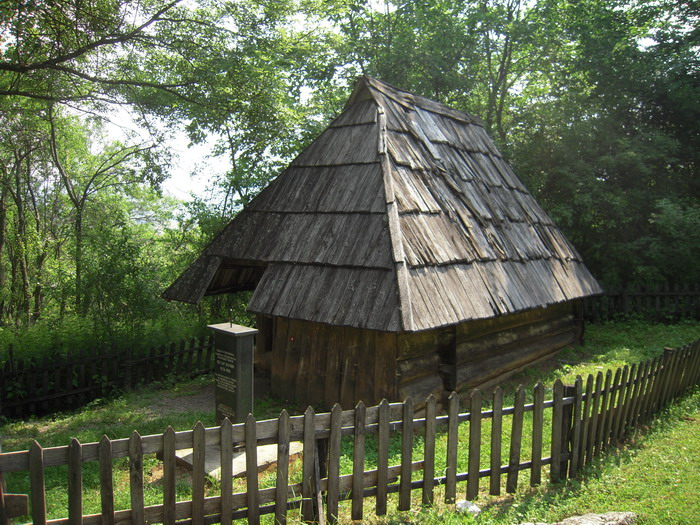
La maison maison natale de Petar Kočić
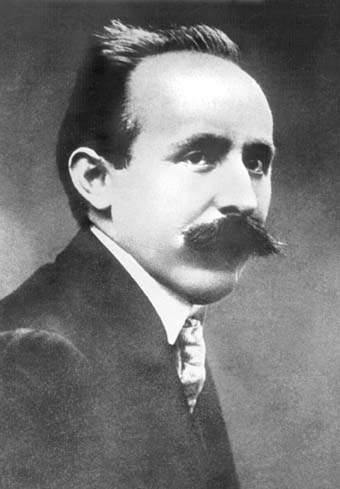
Petar Kočić